# 松本洋
松本 洋（まつもと ひろし、1951年6月28日 - ）は、日本の会社経営者。株式会社APIコンサルタンツ 創業兼代表取締役社長。株式会社APIグローバルアドバイザリー 会長。一般財団法人杉原千畝記念財団 設立者兼代表理事。

## 経歴

### ワシントン駐在時代
東京大学卒業後の1976年から1999年まで在籍していた日本鋼管（現JFEスチール）では、1986年から8年間ワシントンD.C.に駐在。「鉄鋼のダンピング戦争」が起こる中、米国の政治・経済情報を本社に届けるとともに、米国の競合企業と渡り合えるようにロビイストとして議員やエコノミストにアプローチ。日本政府と連携して日米摩擦の緩和に貢献。また、鉄鋼業界での経験やノウハウを生かし、民主党系のシンクタンク、ブルッキングス研究所で客員フェローを3年間務めた。この間、1994年に代表取締役副社長（COO）として、日本鋼管が買収した米ナショナルスチール社を再建。

### 帰国後
日本では2001年に「e-Japan」の国家戦略が策定されたが、それに先立つ1999年、投資会社の米国フィデリティ投信にスカウトされ、同社から400億円の出資を得て光ファイバー網プロバイダーのKVHテレコム（現Coltテクノロジーサービス）を創業。2002年、プライベート・エクイティ・ファンドであったリップルウッドからスカウトされ、間接資材（MRO）を購入できる電子商取引市場を立ち上げるべく、株式会社アルファパーチェスを創業。2005年、米・企業再建コンサルティング会社のアリックスパートナーズの日本代表に就任し、ライブドア（現LDH）、日本航空などの再建を手がけた。2007年、米国投資会社アドベント・インターナショナルの本社のマネジングパートナー兼日本代表となり、約600億円の資金を調達。2011年、企業マネジメントのコンサルタントやM&Aを手がけるAPIコンサルタンツを、2019年には有料職業紹介事業と第二種金融商品取扱業を営む、APIグローバルアドバイザリーを、それぞれ設立。2018年、人道主義の外交官杉原千畝の功績を正しく伝えるべく、四男の杉原伸生氏（ベルギー在住）の協力を得て、一般財団法人杉原千畝記念財団を設立。代表理事に就任。

## 年譜
- 1951年 - 兵庫県神戸市にて誕生。[2][3]
- 1970年 - 新潟県立新潟高校を卒業。[2]
- 1976年 - 東京大学法学部を卒業後、日本鋼管株式会社（現JFEスチール株式会社）に入社。[2][3]
- 1979年 - 米国ニューヨーク州コロンビア・ビジネス・スクールに留学（~1982年）し、MBA（経営学修士）および LLM（法学修士）を取得。[2]
- 1982年 - 日本鋼管株式会社 経営企画部に配属。[2]
- 1986年 - 3年間ワシントン ブルッキングス研究所に客員研究員として勤務。[2]
- 1989年 - 日本鋼管株式会社 米国支社の副社長兼ワシントン事務所長として勤務（5年間）。[2]
- 1994年 - 米国ナショナル・スチール社（現在はUSスチール社に吸収合併）取締役上席執行役員副社長兼プロコイル社代表取締役に就任。[2][3]
- 1997年 - ハーバード・ビジネス・スクール留学、翌年AMP (Advanced Management Program)修了。[2]
- 1999年 - 米国フィデリティにスカウトされ、KVHテレコム(現Coltテクノロジーサービス)というブロードバンドの通信会社を創設し、代表取締役社長 兼 CEOに就任。[2][3]
- 2000年 - 米投資ファンドのリップルウッドと全米最大の直販商社Grainger Industrial Supplyにスカウトされ[2]、株式会社アルファパーチェスを創設し、代表取締役社長 兼 CEOに就任[2][3]。
- 2004年 - 株式会社ソラン取締役に就任。株式会社ベネッセコーポレーション社外取締役に就任（~2009年）[3]。
- 2006年 - 企業再建コンサルティング会社アリックスパートナーズ マネジングディレクター 兼 株式会社アリックスパートナーズ・アジア・エルエルシー日本代表に就任[3]。
- 2006年 -  大前研一が創業社長を務める株式会社ビジネス・ブレークスルーの社外監査役に就任（~2013年）[3]。
- 2007年 - アドベント・インターナショナル マネジングパートナー 兼 日本代表に就任。同年、アドベント・インターナショナル 代表取締役社長に就任（~2012年）[4]。
- 2011年 - プラウドフッドジャパン株式会社 代表取締役社長に就任。[5]
- 2012年 - 株式会社APIコンサルタンツ代表取締役社長に就任。[5]
- 2018年 - 一般財団法人杉原千畝記念財団を設立し、代表理事に就任。[5]
- 2019年 - 株式会社APIグローバルアドバイザリー代表取締役会長に就任。[5]
- 2020年 - 公益財団法人国策研究会 評議員に就任。

## 媒体

### 日本鋼管・ナショナルスチール（現JFEスチール）
- 1991年 金属特報新聞『米国鉄鋼業のサバイバル』[6]
- 1992年 マネジメント21『生き方の達人たち』[7]
- 1993年 朝日新聞『ぜみなーる』[8]
- 1993年 読売新聞『人 世界が舞台』[9]
- 1993年 読売新聞『米のビジネス環境分析』[10]
- 1993年 読売新聞『日本、多国間協定へ主導を』[11]
- 1993年 Foresight『訴訟社会 米国とのつきあい方』[12]
- 1994年 HOT REPORT『ナショナル・スチールはこうして1億1.000万ドルを獲得した』[13]
- 1995年 PRESIDENT『かくて　大リストラ作戦　完遂せり』[14]
- 1995年 日本経済産業新聞『従業員と対話 突破口に』[15]
- 1995年 マネジメント21『ナショナル・スチール社の大変革にみるワールド・クラス企業の条件』[16]
- 1995年 日刊鉄鋼新聞『ナショナルスチール　復権への挑戦』[17]

### KVHテレコム（現Coltテクノロジーサービス）
- 1999年 日本経済新聞『通信が変わる』[18]
- 1999年 日本経済新聞『オフィスビルに光回線網 冷暖房地中管を活用』[19]
- 2000年 OFFICE JAPAN SPECIAL ザ・ディスカッション - 孫正義・林芳正・松本洋 -『通信革命によるネットワーク自由選択で何が変わるか』[20]
- 2000年 日経産業新聞『人員2.5倍の250人体制に』[21]
- 2000年 日経産業新聞『KVH、都心に光回線敷設』[22]

### アルファーパーチェス
- 2001年 日刊工業新聞『直撃この人に聞く- 日本の製造業再生に一役』[23]
- 2001年 e Market Place『eビジネス第二幕 顧客の心を掴むビジネスモデル』[24]
- 2003年 日刊ゲンダイ『社長の私生活』[2]
- 2005年 Financial Japan『おじさん不要---間接経費のコストカッター』[25]

### アリックス・パートナーズ
- 2006年 Forbes Report『“本物の企業再生”を展開するアリックスパートナーズが日本上陸』[26]
- 2006年 朝日新聞・日本経済新聞『規制改革会議　後継組織の委員決定』[27]

### アドベント・インターナショナル
- 2008年 Reuters 『4年間で12買収案件の成立目指す＝アドベント社長 』[4]
- 2010年 JB PRESS『日本経済に眠る“隠れたチャンプ～中堅企業10社に600億円投資～』[28]

### APIコンサルタンツ
- 2018年 リベラルタイム出版社『田代沙織のここが聞きたい！』[29]
- 2019年 企業家倶楽部『敏腕コンサルタントが斬る Vol.12』[30]
- 2022年 NetIB-News 『最先端を走る企業、今の時代に欠かせない「挑戦」の秘訣（中）』[5]

### ビジネス・ブレークスルー
- 株式会社ビジネス・ブレークスルー第15期（自 平成24年4月1日　至 平成25年3月31日）役員の状況 P34.[3]